# Oreodytes productotruncatus
Oreodytes productotruncatus är en skalbaggsart som först beskrevs av Hatch 1944.  Oreodytes productotruncatus ingår i släktet Oreodytes och familjen dykare. Inga underarter finns listade i Catalogue of Life.